# Margrabiowie Łużyc

## MargrabiowieMarchii Wschodniej(Saskiej)
- 937–965 : Gero

## MargrabiowieMarchii Łużyckiej(Łużyc Dolnych)
- 965–993 : Hodo I
- 993–1015 : Gero II
- 1015–1030 : Thietmar II
  - 1002–1025 : Bolesław I Chrobry
  - 1025–1031 : Mieszko II
- 1030–1032 : Hodo II
- 1032–1034 : Dytryk I
- 1034–1046 : Ekkehard II
- 1046–1069 : Dedo I
- 1069 : Dedo II
- 1069–1075 : Dedo I
  - 1076–1081 : Wratysław II
- 1081–1103 : Henryk I
- 1103–1123 : Henryk II
- 1123–1124 : Wiprecht
  - 1124–1131 : Albrecht Niedźwiedź
- 1131–1135 : Henryk III

### dynastia Wettynów
- 1136–1157 : Konrad I Wielki
- 1156–1185 : Dytryk II
- 1185–1190 : Dedo III
- 1190–1210 : Konrad II
  - 1210–1218 : Henryk I Brodaty w Gubinie
- 1210–1221 : Dytryk III
- 1221–1288 : Henryk IV Dostojny
- 1288 : Fryderyk Tuta
- 1288–1303 : Dytryk IV (Diezmann)

### dynastia Askańczyków
- 1303–1308 : Otto I
- 1318–1319 : Waldemar Wielki

### dynastia Wittelsbachów
- 1319–1323 : Ludwik I
- 1323–1351 : Ludwik II
- 1351–1365 : Ludwik III
- 1365–1367 : Otto II Leniwy

### dynastia Luksemburska
- 1367–1378 : Karol I
- 1378–1419 : Wacław
- 1420–1437 : Zygmunt

### dynastia Habsburgów
- 1438–1439 : Albrecht
- 1440–1457 : Władysław Pogrobowiec
  - 1457–1469 : Jerzy z Podiebradów
  - 1469–1490 : Maciej Korwin

### dynastia Jagiellonów
- 1490–1516 : Władysław II
  - 1504–1506 : Zygmunt Stary (namiestnik)
- 1516–1526 : Ludwik IV

### dynastia Habsburgów
- 1526–1564 : Ferdynand I
- 1564–1576 : Maksymilian
- 1576–1611 : Rudolf
- 1611–1619 : Maciej
- 1619–1620/21 : Fryderyk II
- 1620/21–1635 : Ferdynand II

### dynastia Wettynów
- 1635–1656 : Jan Jerzy I
- 1656–1680 : Jan Jerzy II
- 1680–1691 : Jan Jerzy III
- 1691–1694 : Jan Jerzy IV
- 1694–1733 : Fryderyk August I Mocny
- 1733–1763 : Fryderyk August II
- 1763 : Fryderyk Chrystian
- 1763–1815 : Fryderyk August III
  - 1815 : włączenie do Królestwa Prus

## WładcyGórnych Łużyc(Milska)
- do 1002 : część Marchii Łużyckiej
- 1002–1005 : Bolesław Chrobry
- 1005–1007 : część Marchii Łużyckiej
- 1007–1025 : Bolesław Chrobry
- 1025–1031 : Mieszko II
- 1031–1075 : część Marchii Łużyckiej
- 1075–1092 : Wratysław II czeski
- 1106–1158 : panowanie niemieckie
- 1158–1253 : panowanie czeskie
- 1253–1319 : panowanie brandenburskie

### dynastia Piastów
- 1319–1337 : Henryk I jaworski w Przewozie, do 1329 w Zgorzelcu
- 1364–1368 : Bolko II Mały

### dynastia Luksemburska
- 1337–1346 : Jan Luksemburski (od 1319 w zachodniej części, a od 1329 w Zgorzelcu)
- 1346–1364 : Karol IV Luksemburski
- 1368–1370 : Karol IV Luksemburski
- 1370–1396 : Jan Zgorzelecki
- 1396 : połączenie z Marchią Łużycką